# Fabio Arana Echevarría
Fabio Arana Echevarría o Echeverría (Bilbao, 2 de septiembre de 1840 - Burgos, 22 de febrero de 1901) fue un general español.

## Biografía
Salió del Colegio de Infantería de Toledo con el empleo de subteniente (1858); en la guerra de África (1859-60) obtuvo los empleos de teniente y capitán; en la Guerra de los Diez Años (1869) ascendió a comandante. Como coronel mandó el regimiento de Burgos en 1883 y fue ayudante de Alfonso XII. 
Al obtener el entorchado de general de brigada en 1889, fue gobernador de Teruel y Valencia y mandó una brigada del distrito de Castilla la Nueva. Por sus servicios en la sección de Ultramar del Ministerio de la Guerra obtuvo el ascenso a General de División en 1898 siendo después nombrado Gobernador Militar de Burgos. 
Dejó escritos varios libros sobre temas militares, entre ellos Estudio teórico práctico de las armas de fuego, publicado en La Habana en 1874.